# Volkswagen Caddy

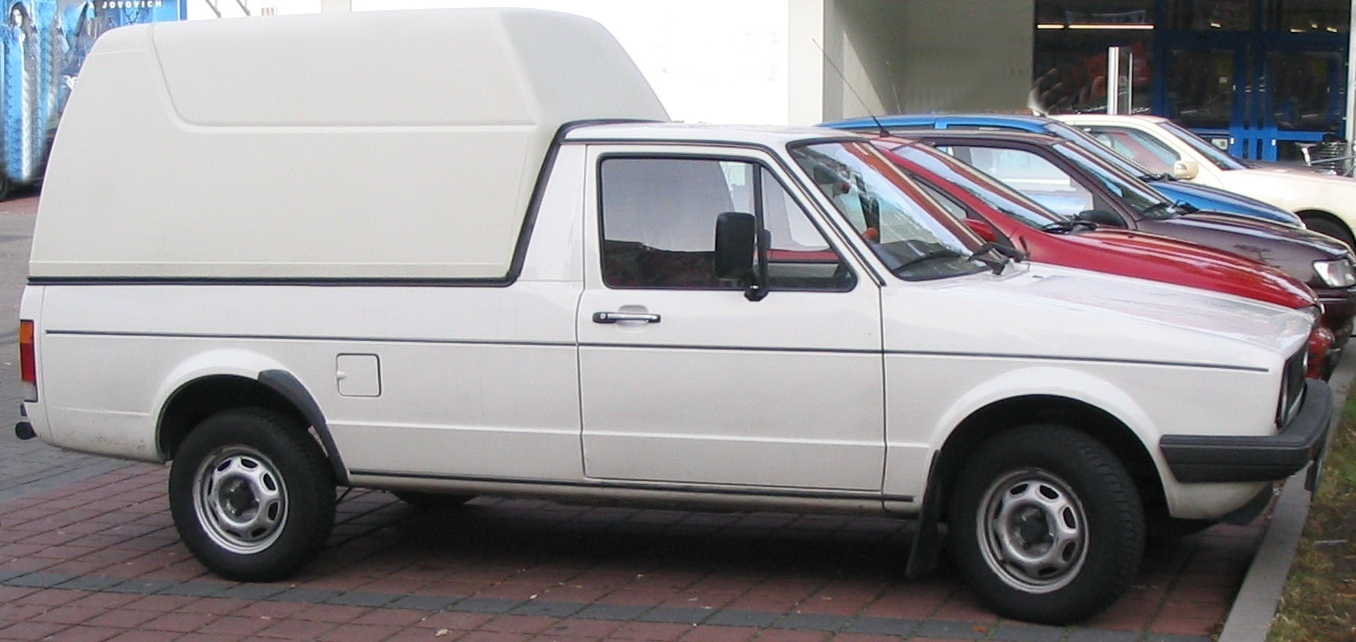
Volkswagen Caddy

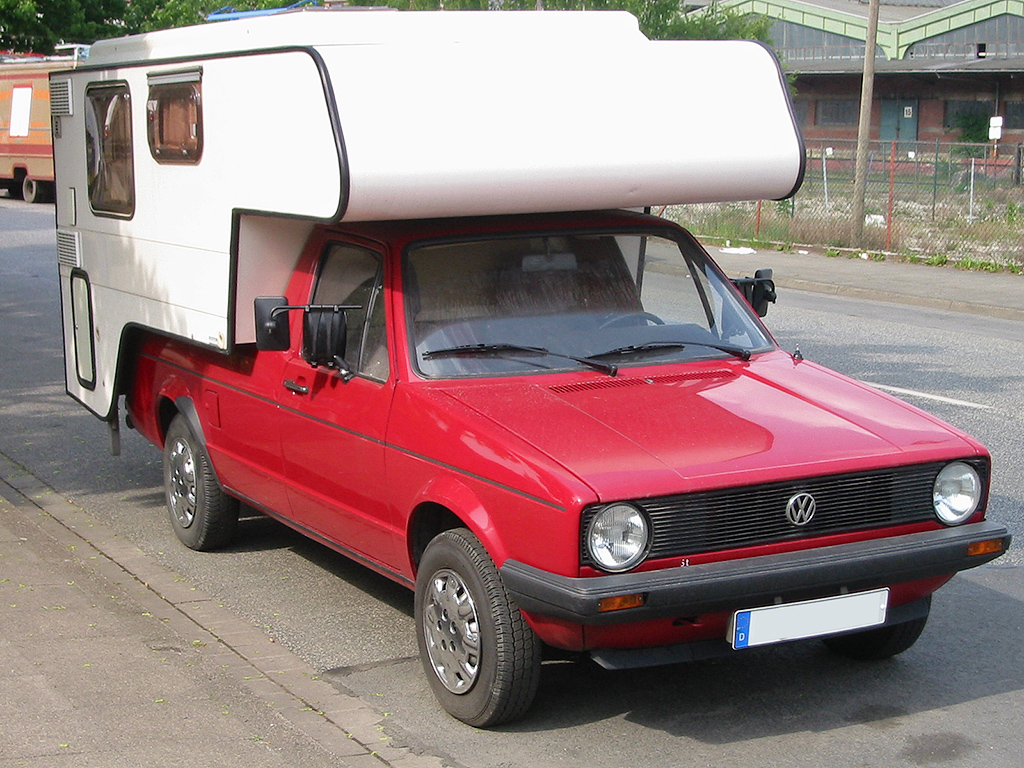
VW Caddy

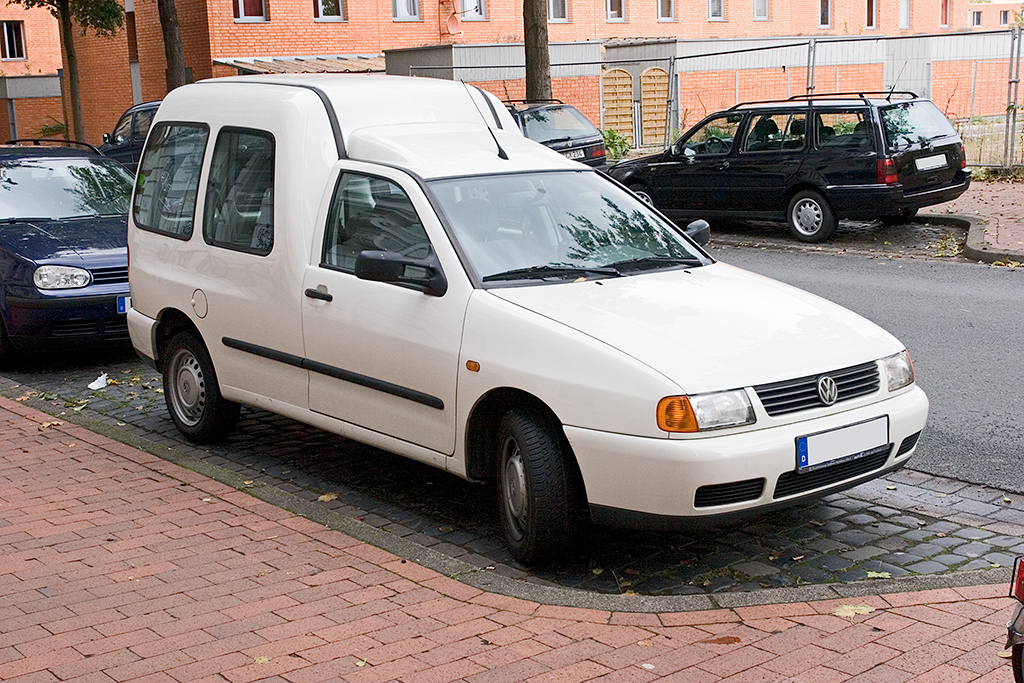
VW Caddy 2

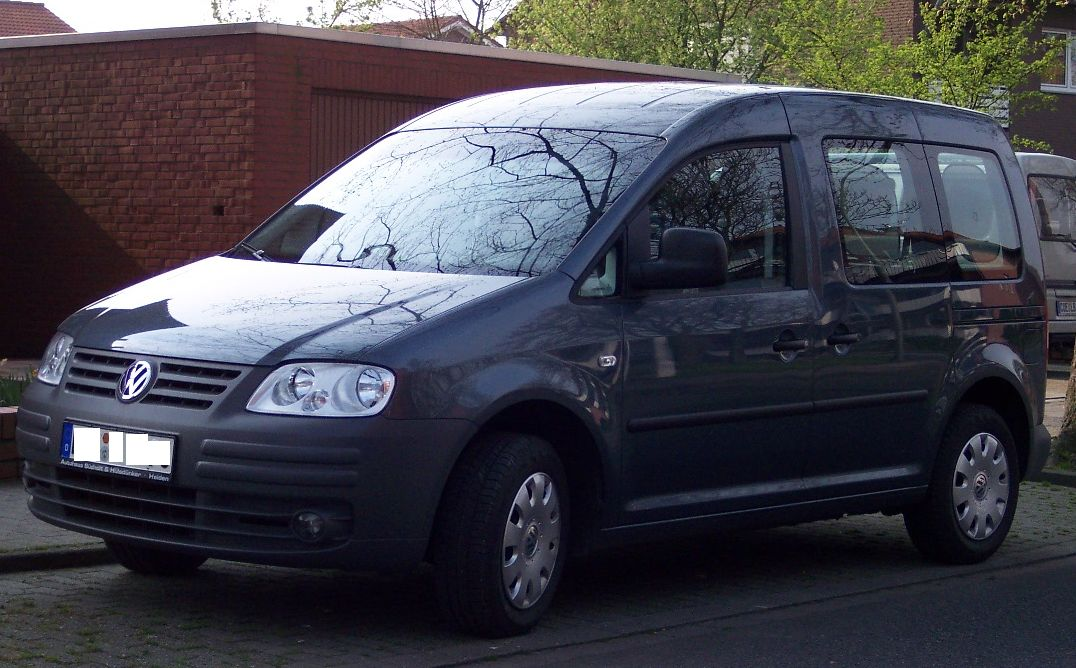
VW Caddy 3 Life

Volkswagen Caddy är en serie lätta transportbilar som har tillverkats i flera olika modellutföranden: VW Caddy I (MK1), VW Caddy II (MK2) Pickup, VW Caddy (MK3) III, VW Caddy (MK4) IV.
Volkswagen Caddy I,  typnummer 147, är en liten lätt lastbil. Tillverkad från 1982.
Ursprungligen tillverkades modellen redan 1979 till och med 1983 i USA under namnet Rabbit Pickup

## VW Caddy I
Typ 147.(148 högerstyrd) Första generationen var baserad på Golf Typ 1. Bilen byggdes i ca 15 000 exemplar per år i Sarajevo i Jugoslavien tills inbördeskriget startade och fabriken totalförstördes år 1992.
Total Europa-produktion 94 659 exemplar.
Delarna kom både från USA och Tyskland. Bilen var identiskt uppbyggd som Golf Typ I 4-dörrarsmodellen till och med B-stolparna. Hjulavståndet var 225 mm längre och totallängden var 555 mm längre än Golfen. Bilen fanns endast som pick-up med lastflak och som merutrustning kunde glasfiberkåpa erhållas. Det fanns en olikhet med Golfen, Caddyn hade stel bakaxel med bladfjäder. Karossen var självbärande, det fanns alltså ingen ram. Bromsar: skivor fram, trummor bak.
Finsksålda VW Caddy I är något förlängda pga landets krav på hur stort lastutrymmet måste vara för att bilen ska kunna registreras som transportfordon. Skarven är fullt synlig på flaksidan bakom de bakre hjulhusen. Subarus pickup från 1980-talet modifierades på liknande vis.[källa behövs]
Motorprogrammet var ursprungligen, 1,5 l bensin med 70 hk och 1,6 l diesel med 54 hk. I mitten på 80-talet kom det en 1,6 l bensin med 75 hk och i början på 90-talet en 1,8 l med 90 hk.

## Volkswagen Caddy II
Typ 9K9
Efter att produktionen upphört av Caddy typ I, stod fabriken utan en lätt liten lastbil. I september 1995 fick man intern hjälp av SEAT, som producerade SEAT Inca, en bil i rätt storlek för Volkswagenwerk. Man startade en parallellproduktion av bilarna. Den nya bilen kunde erhållas i två modeller, dels som en liten skåpbil med ett antal olika fönsterutföranden, dels som en 5-sitsig combi med panoramafönster. Båda modellerna har asymmetriska bakdörrar. Ett flertal olika motortyper fanns att välja på, både diesel och bensin.

## Volkswagen Caddy II Pickup
Typ 9u7 som fanns i produktion från juni 1996 till december 2000.
Små lastbilar är inte lika populära i Tyskland som i Sydosteuropa och Asien, men det finns ett behov åtminstone för en del småföretag. För dem togs fram en ny modell, som var klar i "butiken" i september 1996.
År 1998 såldes det 4 226 Caddy Pickup i Sverige.
Den modellen fanns i två utföranden, en med lastflak, Pickup, och en med ej avtagbar glasfiberkåpa, Combi.
Bilen var baserad på Škoda Felicia, men grillen är av VW-konstruktion. Bilen är godkänd för en last på 500 kg. Det fanns 2 olika motorer att välja på - en bensin på 1,6 liter och 75 hk och en diesel på 1,9 l(sugdiesel) med en effekt på 64 hk. 

## Volkswagen Caddy III
Typ 2KA Skåpbil, Typ 2KB Combi, Typ 2KB Caddy Life.
Modellerna i produktion från februari 2004. 
Motoralternativ, bensin 75/80 eller 102 hk. Diesel SDI 69 hk. eller TDI 75, 105 och 140 hk.
Bilen byggd på samma plattform som VW Golf V och VW Touran. Modellen har skivbromsar fram och bak. Lastförmåga 750 kg. Skjutdörrar på höger eller vänster sida, Caddy Life båda sidor, plats för 7 personer. Stolsraderna är som på bio, lägst fram och högst bak.
Säkerhetsmässigt är bilen utrustad med dubbla airbags fram och sidoairbags.

### Motoralternativ
| Modell     | Årsmodell | Motor                   | Cylindervolym | Effekt     | Vridmoment   | Bränslesystem      |
| ---------- | --------- | ----------------------- | ------------- | ---------- | ------------ | ------------------ |
| 1.4        | 2004-     | 4-cyl radmotor DOHC 16V | 1390 cm³      | 75/80*¹ hk | 126/132*¹ Nm | Bränsleinsprutning |
| 1.6        | 2004-     | 4-cyl radmotor SOHC 8V  | 1595 cm³      | 102 hk     | 148 Nm       | Bränsleinsprutning |
| 1.9 TDI PD | 2006-     | 4-cyl radmotor SOHC 8V  | 1896 cm³      | 75 hk      | 210 Nm       | Turbodiesel        |
| 1.9 TDI PD | 2004-     | 4-cyl radmotor SOHC 8V  | 1896 cm³      | 105 hk     | 250 Nm       | Turbodiesel        |
| 2.0 SDI PD | 2004-     | 4-cyl radmotor SOHC 8V  | 1968 cm³      | 69 hk      | 140 Nm       | Diesel             |
| 2.0 TDI PD | 2008-     | 4-cyl radmotor SOHC 8V  | 1968 cm³      | 140 hk     | 320 Nm       | Turbodiesel        |

- ¹ Från årsmodell 2007.

Volkswagen Project Pick-up
Enligt en pressrelease från november 2002 undersökte då Volkswagen möjligheterna till en efterföljare till VW Caddy under detta arbetsnamn.